# Niscemi
Niscemi ist eine Stadt im Freien Gemeindekonsortium Caltanissetta in der Region Sizilien in Italien mit 24.885 Einwohnern (Stand 31. Dezember 2023).

## Lage und Daten
Niscemi liegt 88 Kilometer südöstlich von Caltanissetta. Die Einwohner arbeiten hauptsächlich in der Landwirtschaft und in der Industrie.
Die Nachbargemeinden sind Caltagirone (CT), Gela und Mazzarino.

## Geschichte
Niscemi wurde 1626 gegründet. Bei einem Erdbeben 1693 wurde der Ort schwer beschädigt. Danach wurde die Stadt an gleicher Stelle wieder aufgebaut.

## Militärische Sendeanlage
In der Nähe von Niscemi befindet sich eine militärische Sendeanlage unter anderem auch für Langwellen. Zu dieser Station gehört auch ein 253 Meter hoher Sendemast bei 37°7'32"N  und 14°26'11"E. Bei Niscemi wurde 2014 eine auf Sizilien höchst umstrittene Bodenstation des Mobile User Objective System (MUOS) fertiggestellt.

## Sehenswürdigkeiten
- Pfarrkirche Santa Maria d’Itria aus dem 18. Jahrhundert
- Kirche dell’Addolorata aus dem 18. Jahrhundert
- Kirche della Madonna del Bosco aus dem 18. Jahrhundert mit elliptischen Grundriss
- Ruinen des antiken Nixenum

## Söhne und Töchter
- Luigi Roberto Cona (* 1965), römisch-katholischer Geistlicher, Erzbischof und Diplomat des Heiligen Stuhls
- Alice Mangione (* 1997), Sprinterin

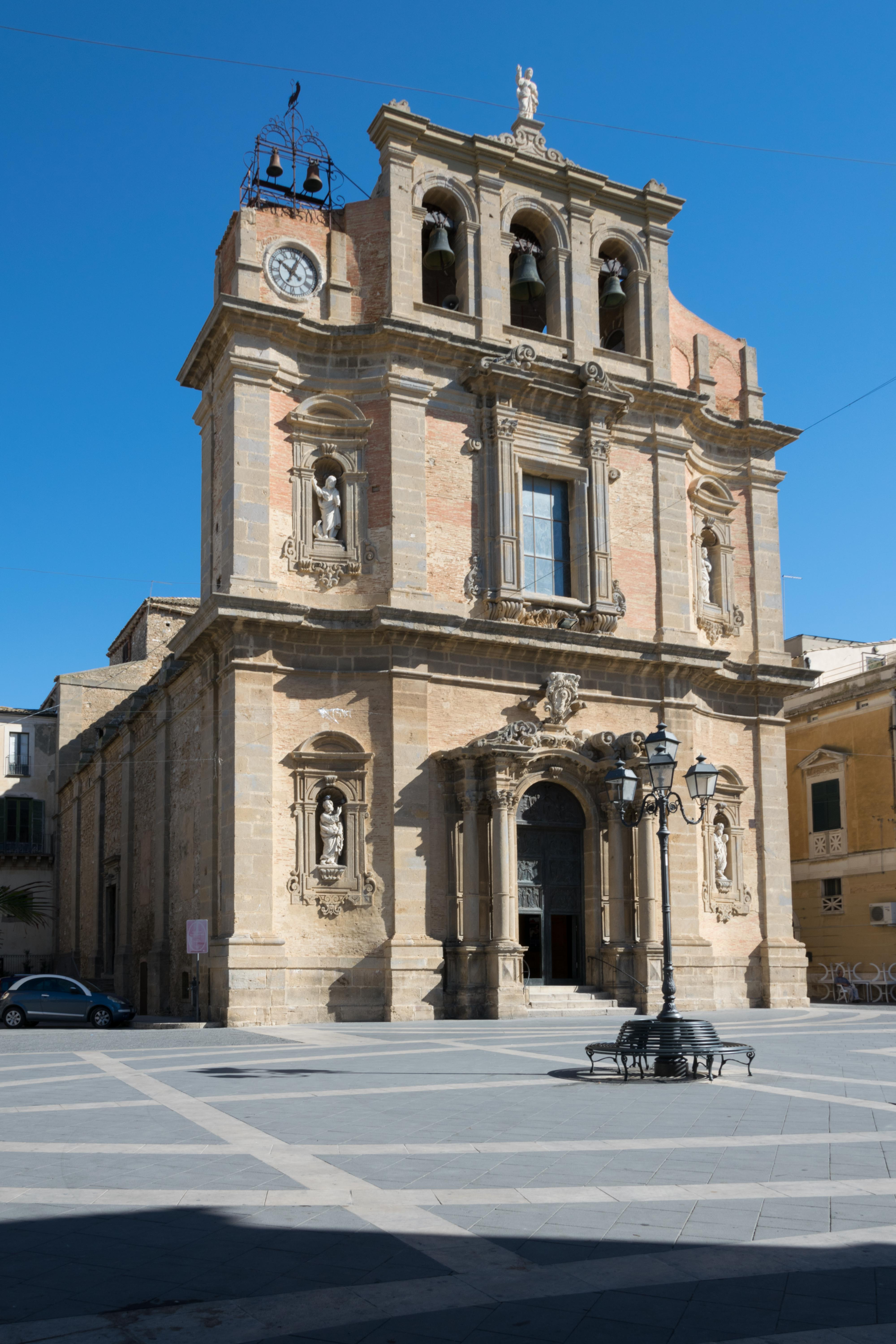
Chiesa Santa Maria d’Itria
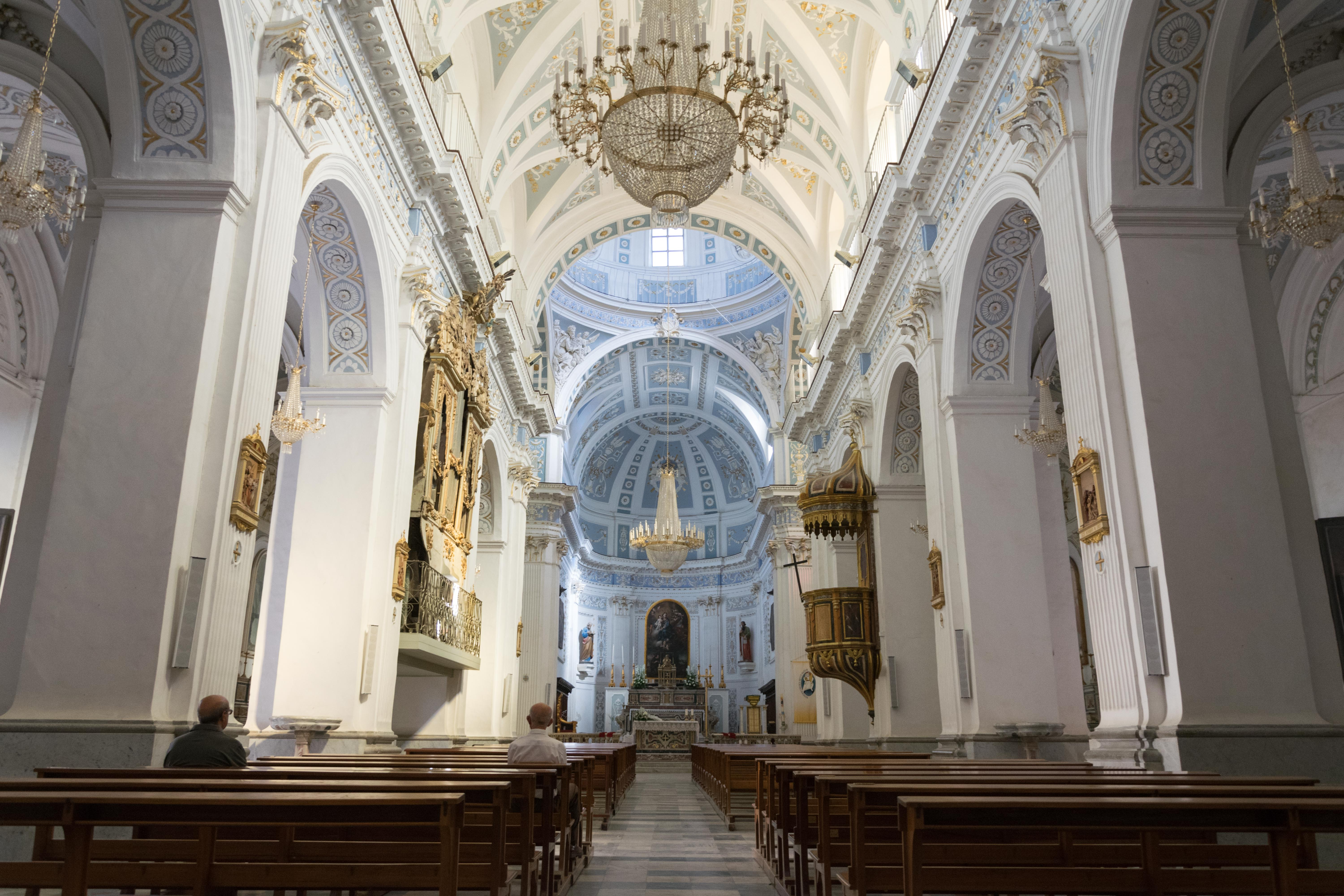
Chiesa Santa Maria d’Itria
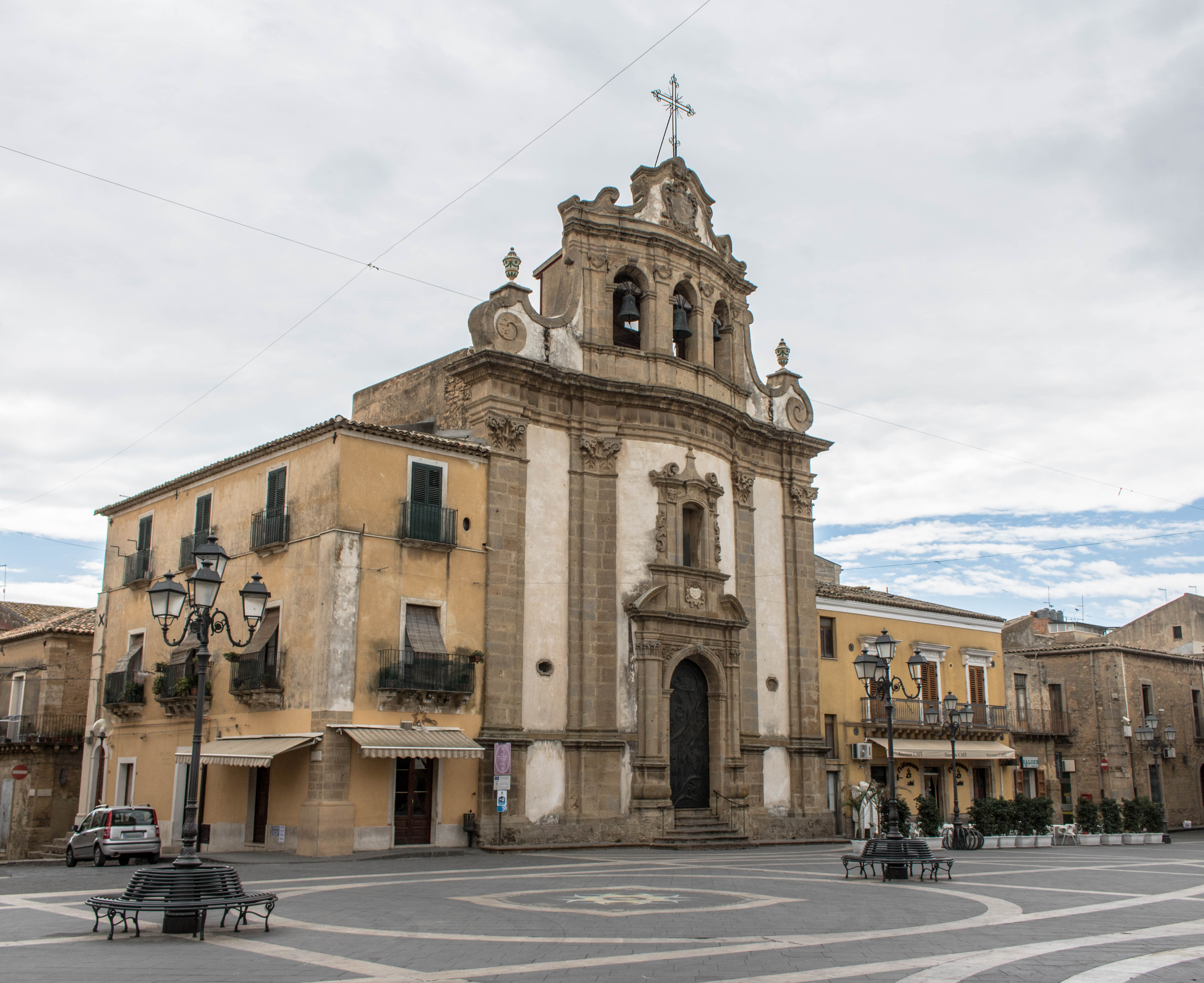
Chiesa dell’Addolorata
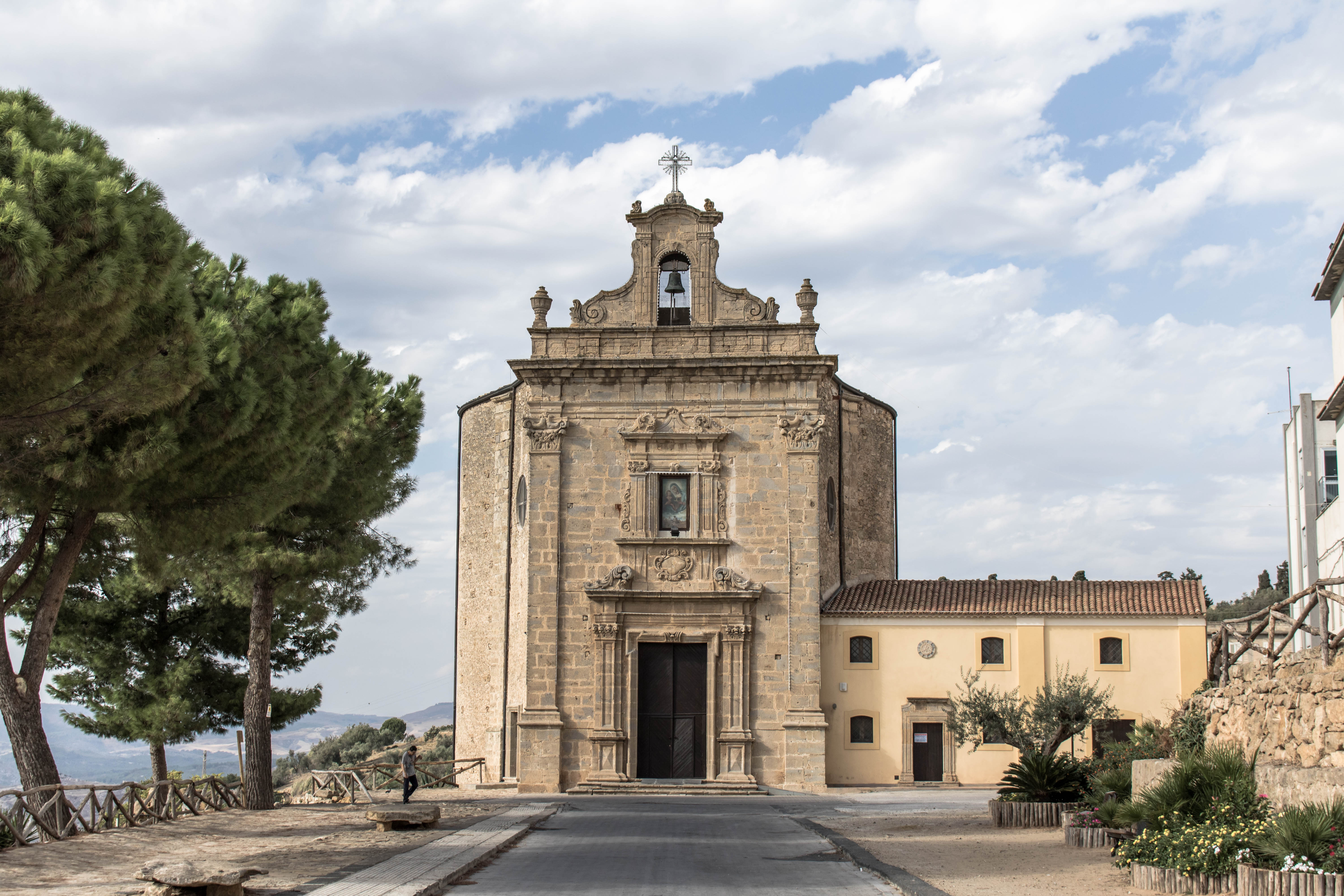
Santuario Maria del Bosco
Rathaus